# Halicnemia diazae
Halicnemia diazae är en svampdjursart som beskrevs av Desqueyroux-Faúndez och van Soest 1997. Halicnemia diazae ingår i släktet Halicnemia och familjen Heteroxyidae.
Artens utbredningsområde är havet kring Galapagosöarna. Inga underarter finns listade i Catalogue of Life.